# Hirvensalo
Hirvensalo es una isla que pertenece a la ciudad de Turku, en Finlandia. Se divide en 14 distritos, siendo los más grandes Moikoinen, Kukola y Haarla. La mayor parte de la actividad económica de la isla se concentra en el barrio de Moikoinen, que cuenta con una escuela, tiendas, una iglesia luterana, y una oficina de correos. La población total de la isla es 6.547 personas (datos de 2004).
Hirvensalo anteriormente formaba parte del municipio de Maaria, hasta que fue anexado a la ciudad de Turku en el año de 1944.

## Distritos
| - Friskala - Muurame (Harlax) - Illoinen (Illois) - Jänessaari - Kaistarniemi (Kaistarudden) - Lukkosula - Lauttaranta (Färjstranden) | - Maanpää - Moikoinen (Moikois) - Oriniemi - Papinsaari - Pikisaari (Beckholmen) - Särkilahti - Toijainen (Toijais) |